# کورمک مک‌کارتی
کورمک مک‌کارتی (انگلیسی: Cormac McCarthy؛ ۲۰ ژوئیهٔ ۱۹۳۳ – ۱۳ ژوئن ۲۰۲۳) که با نام چارلز مک‌کارتی (به انگلیسی: Charles McCarthy) زاده شد رمان‌نویس و نمایش‌نامه‌نویس آمریکایی بود.
مک‌کارتی از نظر بعضی منتقدان نویسندهٔ سردی بود که سوژه‌هایش را دور از خودش نگه می‌دارد و نگاه بالینی به آن‌ها می‌اندازد. او در سال ۲۰۰۷ برنده جایزه پولیتزر شد.

## آغاز زندگی
کورمک مک‌کارتی در ۲۰ ژوئیهٔ سال ۱۹۳۳ در شهر پراویدنس ایالت رودآیلند زاده شد. او همراه ۵ خواهر و برادر در یک خانهٔ بزرگ در شهر ناکسویل ایالت تنسی بزرگ شد. پدر مک‌کارتی در این شهر یک وکیل موفق بود. مک‌کارتی گفته بود. ما آدم‌های پولداری به حساب می‌آمدیم. چون آدم‌های دور و بر ما در آلونک‌های یک یا دو اتاقه زندگی می‌کردند.

## تغییر نام
کورمک مک‌کارتی که مثل پدرش نام چارلز بر رویش گذاشته شده بود از این که نام چارلز مک‌کارتی، عروسک معروف چارلی مک‌کارتی را تداعی می‌کرد متنفر بود و علی‌رغم ابراز نارضایتی صریح و آشکار پدرش، نام خود را به کورمک مک‌کارتی تغییر داد.

## نویسندگی

### آغاز
مک‌کارتی در سال ۱۹۵۱ وارد دانشگاه تنسی شد و ۲ سال بعد به نیروی هوایی ایالات متحده آمریکا پیوست. پس از استقرار در آلاسکا مجری یک برنامهٔ رادیویی شد و برای نخستین بار در عمر خود آثار ادبی را به‌طور جدی خواند. مک‌کارتی می‌گوید سبک نویسندگی‌اش را بسیار مدیون ویلیام فاکنر است و موبی دیک هرمان ملویل را کتاب محبوب خود می‌داند. نخستین رمان مک‌کارتی نگهبان ارکید بود.

### گمنامی
با این که در چند سال اخیر تعریف و تمجیدهای زیادی نصیب مک‌کارتی شده، ولی او در بیشتر سال‌های عمر حرفه‌ای خود به جز برای شمار کمی از علاقه‌مندان و منتقدان، برای دیگران ناشناخته بود. آثار اولیهٔ او که داستان‌هایی سیاه، بدبینانه و پیچیده بودند و در کوهستان‌های آپالاشین رخ می‌دادند در گمنامی نوشته شده و تقریباً بلافاصله به عنوان کتاب‌های جمع‌شده در ته انباری با تخفیف فروخته می‌شدند.
شخصیت‌های رمان‌های اولیهٔ او غالباً آدم‌هایی بی‌خانمان و بی‌پول بودند که بی‌اجازه در کلبه‌هایی فاقد برق ساکن می‌شدند و در مناطق دور افتاده یا مکان‌هایی خالی بیابان‌ها به‌سختی زندگی می‌کردند.

### نفرت از جهان ادبیات
کورمک مک‌کارتی وقتی از شدت فقر و بی‌پولی مجبور شد خود، موهای خود را اصلاح کند و در یک دریاچه حمام کند باز هم هیچ علاقه‌ای به داشتن یک شغل ثابت نشان نمی‌داد و پیشنهادهای کاری‌ای را که به او می‌شد پس می‌زد. همسر ا. دولیزله یک بار در مصاحبه‌ای گفته بود: 
مثلاً یک‌نفر به او زنگ می‌زد و می‌گفت در ازای دریافت ۲ هزار دلار بیاید در فلان دانشگاه دربارهٔ کتاب‌هایش سخنرانی کند؛ ولی او در جواب می‌گفت هر حرفی داشته روی صفحات کتاب‌هایش زده و ما یک هفتهٔ دیگر را هم لوبیا می‌خوردیم.

نفرت کورمک مک‌کارتی از جهان ادبیات از شیوهٔ استفاده او از علائم سجاوندی هم پیدا است. در نثر نامتراکم و پراکندهٔ او برای دیالوگ‌ها به هیچ وجه از علائم گفتاورد استفاده نشده‌است. مک‌کارتی از به کار بردن علامت آپوستروف هم پرهیز می‌کرد و معتقد بود هیچ دلیلی ندارد صفحه را با علامت‌های کوچک و عجیب و غریب سجاوندی مسدود کنیم. توداری او تقریباً مانند خرافاتی بودن بود. او می‌ترسید که با حرف زدن هر چیزی را که داشته خراب کند.

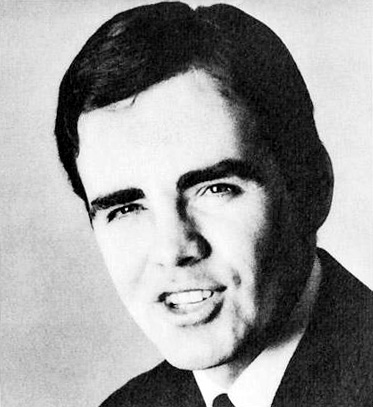

### موفقیت
کورمک مک‌کارتی در سال ۱۹۸۵ با انتشار رمان نصف‌النهار خون (داستانی پر از خون و خون‌ریزی دربارهٔ یک گروه از تبهکاران وحشی در جنوب غربی آمریکا) مورد توجه عموم خوانندگان قرارگرفت.
سرانجام با انتشار رمان همه اسب‌های زیبا در سال ۱۹۹۲ مک‌کارتی به نویسنده‌ای سرشناس بدل شد. این کتاب در سال ۲۰۰۰ به یک فیلم سینمایی به همین نام و با نقش‌آفرینی مت دیمون و پنه‌لوپه کروز تبدیل شد. ولی منتقدان سینمایی نقدهای منفی‌ای برای آن نوشتند.

### جایزه پولیتزر
تراژدی جاده دهمین رمان مک‌کارتی بود که در سال ۲۰۰۶ منتشر شد. او یک سال بعد به خاطر همین کتاب برنده جایزه پولیتزر شد.

## ازدواج
کورمک مک‌کارتی در سال ۱۹۶۱ با همسر نخست خود «لی همولمن» (Lee Holleman) که در دانشگاه با او آشنا شده بود ازدواج کرد. آن‌ها از این از دواج صاحب یک فرزند پسر به نام «کالن» (Cullen) شدند؛ ولی ازدواج آن‌ها دیری نپایید و مک‌کارتی پس از جدایی از همسر نخست خود به نیواورلئان رفت.
این آثار ۲ جایزهٔ سودآور برایش به ارمغان آوردند. او که با بردن این دو جایزه ثروتی کسب کرده بود راهی سفر اروپا شد و در همین ضمن با همسر دوم خود «آنی دولیزله» (Annie DeLisle) آشنا شد.

## اعتقادات
مک‌کارتی معتقد بود یک‌نفر آن بالا دوستش دارد.
از زمان خلقت حضرت آدم هیچ بشری به دنیا نیامده که خوش شانس‌تر از من باشد. هیچ وقت در عمرم پیش نیامده که بی‌پول باشم.

## آثار
- جایی برای پیرمردها نیست
- جاده
- نگهبان باغ (۱۹۶۵)
- نصف‌النهار خون
- همهٔ اسب‌های زیبا